# Проект Монток
Проект Монток — теория заговора, согласно которой правительство США якобы проводило на базе ВВС Монток в Лонг-Айленде (штат Нью-Йорк) ряд экспериментов по созданию психологического оружия, а также экзотических исследований, включая перемещения во времени, телепортацию и ментальное создание объектов. Впервые рассказ о проекте Монток появился в книге Престона Николса «Проект Монток: Эксперименты со временем».

## История
В 1992 году в свет вышла книга Престона Николса «Проект Монток: Эксперименты со временем». Она сразу же стала бестселлером и произвела большой резонанс в общественности. Николс утверждал, что его работа — результат тяжёлых воспоминаний об участии в проекте «Монток». Он заявил, что сверхсекретный эксперимент был продолжением Филадельфийского эксперимента 1943 года (также известен как Проект РАДУГА).
В 1950-х годах уже на территории Кэмп Хироу (военный объект с 1942 года, ныне национальный парк, открытый для посещения с сентября 2002 года) исследователи продолжали использовать перевезённое оборудование в качестве радарного центра для прогнозирования возможных нападений СССР. Также все силы были брошены на улучшение результатов эксперимента, проведённого с эсминцем «Элдридж». Главной целью специалистов было изучение эффектов, производимых электромагнитными полями на психику человека.
В своей книге Престон утверждает следующее:
1. Проект «Монток» проводился в лаборатории Монтока с 1943 по 1983 год.
2. Исследователи смогли открыть портал во времени, добившись искривления временного континуума.
3. Специалисты проводили эксперименты над похищенными пьяницами и бездомными, которых в качестве первых подопытных отправляли во временные туннели.
4. В лаборатории Монтока проводились эксперименты с телекинезом, ультразвуком и электромагнитными полями.
5. Сотрудники ЦРУ путешествовали во времени в прошлое и в будущее. Они отправились в период Второй мировой войны, где якобы смогли изменить её исход, и даже побывали в XXI веке.
6. Телекинез в эксперименте часто осуществляли экстрасенсы.
7. В 1983 году, после того как несколько участников проекта «Монток» сошли с ума, правительство США приняло решение прекратить этот эксперимент. С исследователей была взята подписка о неразглашении, а тех, кто слишком много знал о проекте, обработали программой «промывания мозгов».

Военная база, где располагалась лаборатория Монтока, действительно была закрыта в 1983 году. Очевидцы рассказывали, что закрытие базы происходило в обстановке строжайшей секретности. Например, на базу прибыли морские пехотинцы, которым было приказано открывать огонь на поражение при обнаружении посторонних; на территорию базы приезжало много бетономешалок с цементом и т. д. Впоследствии, когда военные закончили работы по уничтожению лаборатории и ушли с территории базы, выяснилось, что от техники лаборатории ничего не осталось, а подвальные помещения были плотно залиты бетоном.
Официально проект проводился, но до сих пор неизвестно, какие действительно опыты проводились и кто лично его возглавлял. Правительство США категорически отказалось разглашать сведения об опытах проекта, заявив, что они находятся под грифом «сверхсекретно» и не подлежат широкой огласке.
Историки утверждают, что проект «Монток» был прекращён в 1983 году по личному распоряжению президента США Рональда Рейгана. Однако на объекте в 2019 году был найден электросчётчик 2018 года выпуска.

## В культуре
На легендах проекта «Монток» был основан американский телесериал «Очень странные дела» (2016 — н. в.).

## Радар

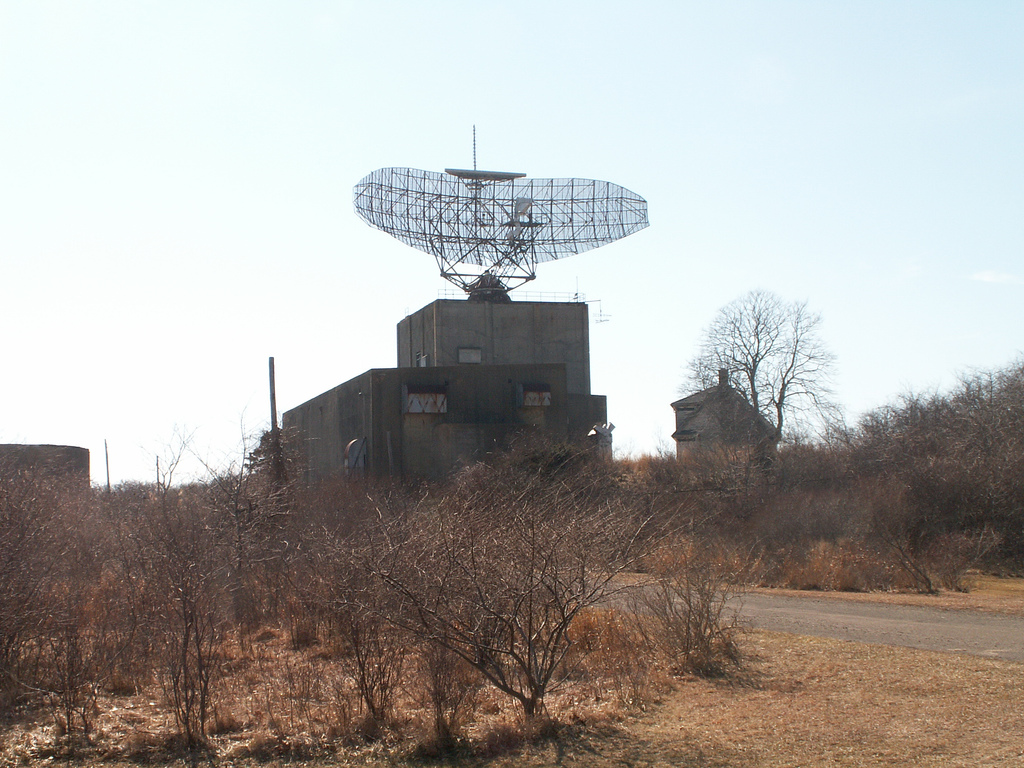
Радар AN/FPS-35.

AN/FPS-35 — радар в городском парке Монтока, центральная техническая фигура теории заговора в проекте Монток. Списанный радар всё ещё за забором, но можно прогуливаться по городскому парку вокруг него.